# Eclissi solare del 16 aprile 1874
L'Eclissi solare del 16 aprile 1874, di tipo totale, è un evento astronomico che ha avuto luogo il suddetto giorno attorno alle ore 14:00 UTC. La durata della fase massima dell'eclissi è stata di 4 minuti e 11 secondi e l'ombra lunare sulla superficie terrestre raggiunse una larghezza di 117 km; 
L'eclissi del 16 aprile 1874 divenne la prima eclissi solare nel 1874 e la 180ª nel XIX secolo. La precedente eclissi solare ebbe luogo il 20 novembre 1873, la seguente il 10 ottobre 1874.
L'eclissi si è svolta quasi totalmente sulle acque tra l'Antartico ed il sud Atlantico, formando un arco da ovest ad est partendo dalle acque a sud della Patagonia verso est sfiorando al finire dell'evento la punta del sud Africa.

## Osservazioni a fini scientifici
La scrittrice ed in seguito editrice americana Mabel Loomis Todd scattò una fotografia dell'eclissi.

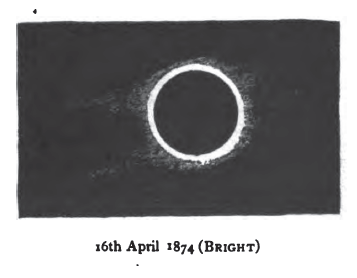
eclissi ripresa da Mabel Loomis

## Eclissi correlate

### Ciclo di Saros 117
La serie 117 del ciclo di Saros per le eclissi solari si verifica nel nodo ascendente della Luna, ripetendosi ogni 18 anni, 11 giorni, contenente 71 eventi. La prima eclissi di questa serie fu il 24 giugno 792 d.C. L'eclissi finale di questa serie sarà il 3 agosto 2054.